# Великий Вострець
Великий Востре́ць (рос. Большой Вострец) — присілок у складі Юр'янського району Кіровської області, Росія. Входить до складу Івановського сільського поселення.
Населення становить 6 осіб (2010, 9 у 2002).
Національний склад станом на 2002 рік — росіяни 89 %.